# Мартинсен, Андреас
Андреас Мартинсен (норв. Andreas Martinsen; род. 13 июня 1990, Берум) — норвежский хоккеист, нападающий клуба «Сторхамар» и сборной Норвегии.

## Биография
Воспитанник системы хоккейного клуба «Русенборг». Позже перешёл в молодёжную команду «Лиллехаммера». В 2009 году дебютировал в высшей норвежской лиге. В сезоне 2009/10 играл во второй шведской лиге за «Лександ», в 22 играх забросив 3 шайбы и отдав 2 голевые передачи. С лета 2010 снова выступал за «Лиллехаммер». Три сезона провёл в немецком клубе «Дюссельдорф». В мае 2015 года подписал однолетний контракт с клубом НХЛ «Колорадо Эвеланш». Выступал на юниорских и молодёжных турнирах за норвежскую сборную. В 2010 году впервые сыграл на чемпионате мира за основную команду.